# Stattegg
Stattegg es una localidad del distrito de Graz-Umgebung, en el estado de Estiria, Austria, con una población estimada a principio del año 2018 de 2927 habitantes. 
Se encuentra ubicada en el centro del estado, cerca de la ciudad de Graz —la capital del estado— y del río Mura —un afluente del río Drava, el cual a su vez, lo es del Danubio—.